# Reconnect
Ein Reconnect bezeichnet das Trennen und Wiederaufbauen der Internetverbindung, oft mit dem Ziel, vom Internetanbieter eine neue IP-Adresse zugewiesen zu bekommen.
Um einen Reconnect durchzuführen, wird meist das DSL-Modem (welches ein separates Gerät oder in einem DSL-Router eingebaut sein kann) angewiesen, die Verbindung zu trennen. Oft passiert das über die Webschnittstelle, welche die meisten DSL-Modems haben. Der Vorgang lässt sich automatisieren, in dem man die HTTP-Anfragen, die beim Drücken der „Disconnect“- und der „Connect“-Schaltfläche an den Router gesendet werden, imitiert. Zu diesem Zweck gibt es fertige Programme, etwa RouterControl, die mehrere DSL-Router bzw. DSL-Modems unterstützen, aber es ist auch problemlos möglich, ein eigenes Skript dafür zu schreiben. Lässt sich ein DSL-Router bzw. ein DSL-Modem nicht per Netzwerkverbindung steuern, kann ein Reconnect auch durch kurzzeitiges Unterbrechen der Stromversorgung bewerkstelligt werden. Dieses Vorgehen hat den großen Nachteil, dass es sich nicht automatisieren lässt.
Reconnects werden oft im One-Click-Hoster-Bereich eingesetzt, um die Wartezeit nach dem Herunterladen einer Datei zu umgehen. Viele der Download-Manager (bspw. für RapidShare) bieten zu diesem Zweck an, ein beliebiges Skript nach jedem erfolgreichen Download auszuführen.
Eine durch den Internetdienstanbieter ausgelöste Trennung einer Internetverbindung wird als Zwangstrennung bezeichnet.